# Исеневская
Исеневская (тат. Пәргәр) — деревня в Тюменской области Тобольского района России. Входит в состав Ворогушинского сельского поселения.

## История
Первое название получила Ходжа Бергера (по данным краеведа Ф. Т. Валеева).
Село Баргар (юртах Исеневские) входило в состав Бухарской волости Тобольского уезда.

## География
Находится недалеко от реки Иртыш.
Улиц две: Лесная улица, Усмановская улица

## Население
| 2010 |
| ---- |
| 8    |

## Известные жители
8 апреля 1907 года в семье бухарцев-татар в селе Баргар (юртах Исеневские) родился архитектор Булатов, Митхат Сагадатдинович